# Exponentialfördelning

Täthetsfunktion

Kumulativ fördelningsfunktion

Inom matematisk statistik är en exponentialfördelning en beskrivande modell för tiderna mellan händelser i en poissonprocess. Exponentialfördelningen är en kontinuerlig sannolikhetsfördelning med täthetsfunktionen:
{\displaystyle f(x)={1 \over \beta }e^{-x/\beta };\quad \beta >0,\quad 0<x<\infty ,}
där β > 0 är en parameter i fördelningen. Väntevärdet E(X) och variansen V(X) ges av:
{\displaystyle E(X)={\beta },}
{\displaystyle V(X)={\beta ^{2}}}
Exponentialfördelningen är alltså ett specialfall av gammafördelningen, där {\displaystyle \exp(\beta )=\Gamma (1,\,\beta )}. 
Detta innebär bland annat att summan av två oberoende exponentialfördelade stokastiska variabler med parameter β har fördelningen {\displaystyle \Gamma (2,\,\beta )}.  
Exponentialfördelningen används bland annat för att modellera homogena Poisson-processer, vilka är heltalsvärda astokastiska processer där tillståndet förändras med konstant sannolikhet per tidsenhet λ. Avstånden mellan tillståndsförändringarna är då exponentialfördelade med väntevärde λ. Därför är integralen från 0 till T över f sannolikheten att minst en tillståndsförändring skett vid tiden T.
Exponentialfördelningen kan ses som en kontinuerlig version av den geometriska fördelningen, vilken beskriver antalet försök som behövs för att en diskret process skall byta tillstånd. I motsats till detta beskriver exponentialfördelningen den tid det tar för en kontinuerlig process att byta tillstånd.
Exempel på variabler som är approximativt exponentialfördelade är
- Tiden tills någon råkar ut för sin nästa bilolycka
- Tiden tills någon får sitt nästa telefonsamtal
- Avståndet mellan mutationer på en DNA-sträng

En viktig egenskap hos exponentialfördelningen är att den "saknar minne". Detta innebär att om en slumpvariabel X är exponentialfördelad så är dess betingade sannolikhet
{\displaystyle P(X\leq s+t\;|\;X\geq t)=P(X\leq s)\;\;f{\ddot {o}}r\ alla\ s,\,t\geq 0.}
Med andra ord, chansen att tillståndet kommer att förändras inom de nästa s sekunderna påverkas inte av den tid som redan förflutit.